# ディディエ・ゲヤゲ
ディディエ・ゲヤゲ（Didier Gailhaguet, 1953年8月22日 - ）は、フランスの元フィギュアスケート選手でフィギュアスケートコーチ。

## 経歴

### アマチュア競技歴
1970年から1975年までのフランス国内選手権で5回も表彰台にあがり、1974年1975年は優勝している。彼のコーチは引退したばかりのフィリップ・ペリシエールであった。ゲヤゲは国際大会でこれといった目立つ成績は残していない。彼の競技生活で最高の成績は1974年ヨーロッパ選手権7位、1971年、1974年の世界選手権10位が最高であった。1972年札幌オリンピックは13位だった。1975年にアマチュアを引退。

### コーチ歴
彼の元妻、アニック・デュモンとペーター・トレントらと共にシャンピニー・シュル・マルヌのリンクで数多くの選手を育てる 
- アグネス・ゴスラン
- フェルナンド・フェドロニック
- フレデリック・リプカ
- スルヤ・ボナリー
- エリック・ミロー
- ニコラス・ペトラン
- ロマイン・カザーヴ(Romain Gazave)
- スタニック・ジャネット
- フレデリック・ダンビエ
- ガブリエル・モニエらを輩出している。

シャンピニー・シュル・マルヌのリンクで10年以上のトップコーチとしての経歴の後に1992年12月にフランスフィギュアスケートチームとアイスダンスの総監督に就任。彼はフランス・フィギュアスケート界を活性化し、選手育成のシステムを確立して若手選手の能力を高めた。

### 第1期フランス氷上連盟会長(1998-2004)
1998年9月に彼は氷上連盟会長に選ばれた。任期は4年。前任のベルナール・ゴエが連盟を1997年に経営崩壊させたその次の会長となった。
まず会長としての責務として、連盟にある5500万フランの赤字の支払い計画を立て、その債務を10年ちかくかけて支払った。また2000年にフランスのニースで行われた世界選手権を組織した。国際アイスホッケー協会からフランスアイスホッケー協会を組織するように求められ、最終的に2006年にフランス氷上連盟と独立した存在のアイスホッケー協会を設立した。
2002年のソルトレークシティ五輪フィギュアスケート・スキャンダルにも巻き込まれている。フランスのジャッジ、マリー・レイヌ・ルグーニュが「フランス氷上連盟会長のゲヤゲから圧力をかけられて、ペア競技のジャッジをミスジャッジしてしまった」と告白した。この告白を目撃したジャッジはイギリスのサリー・アン・スタップルフォード、スウェーデンのブリッタ・リングデン、ドイツ系アメリカ人のワルブルガ・グリム、そしてジョン・ジャクソンであった。このオリンピック中に、ゲヤゲはスキャンダルに関わった証拠について、ヒアリングを受けた。
このスキャンダルにもかかわらず彼は84.5%の賛成を得て再選された。
ISUが調査した結果は2004年4月29日に結論が出され、ゲヤゲは3年間、いかなる国際大会へも関与禁止と2006年トリノオリンピックに参加しないという制約が与えられた。この発表の一週間後にゲヤゲは会長辞任を発表。
しかしこの後はブライアン・ジュベールの『相談役』として欧州選手権、世界選手権、トリノオリンピック他に帯同するなど実質的に国際大会への関与は続けており、メディアにも頻繁に登場していた。

### 第2期フランス氷上連盟会長(2007-)
2007年12月に50%以上の得票を得て再選。彼は任期中にフィギュアスケートのためのナショナルセンター（ラグビーのMarcoussisナショナルセンターのように）をつくりたい、と既にメンバーを集め準備をしていると述べた。
2010年バンクーバーオリンピックではフランス代表の成績不振のブライアン・ジュベールを批判した。
2010年6月、88％の得票を得て再選され、2012年ニースでの世界選手権の開催に向けて準備した。
2020年にサラ・アビトボルらの告発で明るみに出たスケート界での性的虐待問題でスポーツ相から会長辞任を要求された。

## 主な戦歴
| 大会/年          | 1970 | 1971 | 1972 | 1973 | 1974 | 1975 |
| ---------------- | ---- | ---- | ---- | ---- | ---- | ---- |
| オリンピック     |      |      | 13   |      |      |      |
| 世界選手権       | 19   | 10   | 13   |      | 10   | 13   |
| ヨーロッパ選手権 | 19   | 10   | 8    |      | 7    | 9    |
| フランス選手権   | 3    | 3    | 2    |      | 1    | 1    |